# 12-часовой бег
12-часовой бег — один из видов сверхмарафона, в котором каждый участник старается пробежать в течение 12 часов как можно большее расстояние.
Соревнования обычно проводятся по кольцевой трассе длиной от 1 до 2 км; иногда — по стандартной 200 или 400-метровой дорожке стадиона. Некоторые пробеги проходят по пересечённой местности (легкоатлетическая категория «кроссы»), другие — на тротуаре в городском парке (категория «бег по шоссе»), третьи — в горах (горный бег). Лучшие бегуны часто пробегают 150 км и более, в зависимости от условий. Некоторые участники имеют команду помощников, другие размещают всё необходимое у стартовой зоны, с хорошим доступом на каждом круге.

## Рекорды
|             | Женщины        | Женщины | Женщины      | Женщины               | Мужчины           | Мужчины | Мужчины    | Мужчины            |
| Спортсменка | Результат      | Дата    | Место        | Спортсмен             | Результат         | Дата    | Место      |                    |
| ----------- | -------------- | ------- | ------------ | --------------------- | ----------------- | ------- | ---------- | ------------------ |
| Шоссе       | Энн Трейсон    | 144,840 | 4.5.1991     | Нью-Йорк (Квинс), США | Александр Сорокин | 177,410 | 7.1.2022   | Тель-Авив, Израиль |
| Стадион     | Камилла Херрон | 149,130 | 9/10.12.2017 | Финикс США            | Цах Биттер        | 163,785 | 14.12.2013 | Финикс, США        |